# Палладийпентагаллий
Палладийпентагаллий — бинарное неорганическое соединение
палладия и галлия
с формулой Ga5Pd,
кристаллы.

## Получение
- Сплавление стехиометрических количеств чистых веществ:

{\displaystyle {\mathsf {Pd+5Ga\ {\xrightarrow {200^{o}C}}\ Ga_{5}Pd}}}

## Физические свойства
Палладийпентагаллий образует кристаллы
тетрагональной сингонии,
пространственная группа I 4/mcm,
параметры ячейки a = 0,6448 нм, c = 1,0003 нм, Z = 4.
Соединение образуется по перитектической реакции при температуре 200 °C.

## Применение
- Компонент катализатора в органическом синтезе[4].